# Dokąd wieje wiatr
Dokąd wieje wiatr – amerykański dramat obyczajowy w reżyserii Douga Hufnagle z 2009 r.

## Fabuła
Lee Ferguson wychodzi z więzienia po odbyciu kary 10 lat pozbawienia wolności za nieumyślne spowodowanie śmierci kolegi. Po powrocie do rodzinnego miasta, zostaje zatrudniony w miejscowym sklepie. Pewnego razu staje w obronie młodej kobiety napadniętej na ulicy. Pomiędzy obojgiem rodzi się uczucie, które zostaje poddane dramatycznej próbie.

## Obsada
- Joe Rowley jako Lee Ferguson
- Liz DuChez jako Katie Markum
- Jennifer Rose jako Tina
- Justin Tatum jako Eric
- Glen Greenway jako Joe Nelson
- David Lemoyne jako Earl